# KC-767
KC-767 er et tankfly, baseret på passagerflyet Boeing 767-200. Det var oprindeligt tiltænkt United States Air Force som en erstatning for KC-135 Stratotanker, men ordren blev annulleret efter mistanke om korruption i udbudsprocessen. Det er sidenhen lykkedes at eksportere flyet til de italienske, brasilianske, colombianske og japanske luftvåben.